# Rückfallquote
Die Rückfallquote bezeichnet im Bereich der Medizin, der Suchtbehandlung und des Strafrechts den Anteil der Rückfälle im Verhältnis zur Gesamtzahl der betroffenen Personen. Sie wird in Prozent angegeben.

## Berechnung
Problematisch bei der Erstellung und dem Vergleich von Rückfallquoten ist die unterschiedlichen Möglichkeiten der Messung anhand
- des untersuchten Zeitraum (z. B. ein Jahr oder fünf Jahre nach der Entlassung; dabei ist das Rückfallrisiko in den ersten sechs Monaten am höchsten[2]);
- der Definition am Grad der Justizinvolvierung (z. B. Verletzung der Bewährungsauflagen, Verhaftung, Anklage, Verurteilung, Inhaftierung);
- der Definition am Grad der Schwere des Delikts (z. B. deliktschwächer, unverändert, delikthärter), auch Rückfallintensität;
- die Definition am Grad der Häufigkeit (z. B. werden mehrere Delikte im untersuchten Zeitraum berücksichtigt, oder nur das Delikte der jeweils schwersten Rückfallsanktion?).

Unberücksichtigt bleibt naturgemäß eine Dunkelziffer nicht registrierter Delikte.
Der Justizvollzug in Nordrhein-Westfalen arbeitet bei seinen Legalbewährungskontrollen (nach Ablauf von fünf Jahren) beispielsweise mit vier verschiedenen Definitionen
- RD 1 – jede erneute Verurteilung
- RD 2 – nur jede neue Verurteilung zu Freiheitsstrafe mit und ohne Bewährung
- RD 3 – nur jede neue Verurteilung zu Freiheitsstrafe ohne Bewährung
- RD 4 – nur jede neue Verurteilung zu zwei Jahren Freiheitsstrafe und mehr

## Beispiele
- Wenn insgesamt 100 Menschen erkranken und nach der Genesung sieben von jenen erneut an derselben Krankheit erkranken, beträgt die Rückfallquote sieben Prozent.

- Nach Angaben der Justizvollzugsanstalt Herford haben deren entlassene Häftlinge eine Rückfallquote von 42 Prozent. Diese ist die niedrigste aller Jugendstrafanstalten in Nordrhein-Westfalen. Bundesweit liegt die entsprechende Quote bei 78 Prozent.